# Paul Mbong
Paul Mbong (2 de septiembre de 2001) es un futbolista maltés que juega en la demarcación de delantero para el FK Čukarički de la Superliga de Serbia. Es el hijo del también futbolista Essien Mbong, y hermano de Joseph Mbong.

## Selección nacional
Tras jugar con la selección de fútbol sub-17 de Malta, la sub-19 y la sub-21, finalmente hizo su debut con la selección absoluta el 3 de septiembre de 2020 en un partido de la Liga de Naciones de la UEFA contra Islas Feroe que finalizó con un resultado de 3-2 a favor del combinado feroés tras los goles de Klæmint Olsen, Andreas Olsen y Brandur Hendriksson para Islas Feroe, y de Jurgen Degabriele y Andrei Agius para Malta.

## Clubes
| Club          | País   | Año       | Partidos | Goles |
| ------------- | ------ | --------- | -------- | ----- |
| Birkirkara FC | Malta  | 2019-2025 | 155      | 17    |
| FK Čukarički  | Serbia | 2025-     |          |       |

## Palmarés

### Títulos nacionales
| Título        | Club             | País  | Año  |
| ------------- | ---------------- | ----- | ---- |
| Copa de Malta | Birkirkara F. C. | Malta | 2023 |